# Аэронавигационная информация
Аэронавигационная информация — сведения об аэродромах, структуре воздушного пространства, радиочастотах, средствах радиотехнического обеспечения, необходимые для планирования и выполнения полётов. Может публиковаться в бумажном и электронном видах. 
Структура воздушного пространства территории представляет собой информацию об аэродромах (аэроузлах), касающуюся характеристик и фактического состояния аэродромов, о порядке воздушного движения в районе аэродромов, о воздушных трассах и их оборудовании радиоэлектротехническими средствами, а также другие сведения, необходимые для организации, выполнения и управления полётами. В России предоставляется Филиалом ФГУП "Госкорпорация по ОрВД" ЦАИ, Авиакоминфо, СЗРЦАИ, за рубежом — Jeppesen. 
В каждой стране существуют государственные службы аэронавигационной информации (САИ), которые предоставляют аэронавигационную информацию как для внутригосударственного использования, так и для фирмы Jeppesen с целью публикации для глобальномирового использования.
Аэронавигационная информация, как правило, публикуется согласно циклам AIRAC. В случае кардинальных изменений в структуре воздушного пространства, или изменениях которые влияют на безопасность выполнения полётов и требуют срочного оповещения пользователей, могут публиковаться вне циклов AIRAC.